# (1557) Roehla
(1557) Roehla – planetoida z pasa głównego asteroid okrążająca Słońce w ciągu 5 lat i 89 dni w średniej odległości 3,01 au. Została odkryta 14 stycznia 1942 roku w Landessternwarte Heidelberg-Königstuhl w Heidelbergu przez Karla Reinmutha. Nazwa planetoidy pochodzi od pochodzącego ze Szwecji dra Larsa Roehla, naczelnego lekarza Kliniki Chirurgicznej w Heidelbergu. Przed nadaniem nazwy planetoida nosiła oznaczenie tymczasowe (1557) 1942 AD.